# قبیبات
قبیبات (به عربی: قبیبات) یک روستا در سوریه است که در ناحیه صبوره واقع شده‌است. قبیبات ۴۸۳ نفر جمعیت دارد.